# Obereopsis atricollis
Obereopsis atricollis là một loài bọ cánh cứng trong họ Cerambycidae.